# Хаген-Мюнценберг
Хаген-Мюнценберг (на немски: Herren von Hagen-Münzenberg) са фамилия на императорски чиновници (на латински: ministerialis), господари на Хаген-Мюнценберг. Тяхната собственост е най-вече във Ветерау и южно от Франкфурт на Майн в Хесен.
Прародител на този род е Вети, чиновник на по-късния император Ото I, който е споменат в документ от 14 февруари 947 г. Ото I подарява на своя „nostro villico“ Вети кралското имение Зекбах (днес част от Франкфурт). Близките роднини на Еберхард I фон Хаген (1075 – 1122) и на неговия син Конрад, братята Драгободо и Конрад, са споменати заедно като свидетели за пръв път през 1093 г.
Те остават верни на Салическата династия. Еберхард фон Хаген е верен довереник на император Хайнрих IV и през 1075 г. става първият фогт на Драйайх. Неговите наследници стават имперски кемерер.
Господарите на Хаген управляват като императорски мъже и фогти от замък Хайн в Драйайхенхайн. Замъкът Хайн е престорен до 1180 г. на имперски замък. През средата на 12 век Конрад II фон Хаген-Арнсберг получава Мюнценберг във Ветерау чрез замяна от манастир Фулда. Неговият син Куно I фон Мюнценберг (* 1151; † 1212) строи преди 1156 г. замък и е основател на фамилията Хаген-Мюнценберг и от ок. 1165 г. се нарича на двореца фон Мюнценберг. През 1212 г. неговият син Куно II фон Мюнценберг наследява от майка си замък и селището Кьонигщайн.
През 1225 г. Филип I фон Фалкенщайн (1200 – 1271) наследява замък Кьонигщайн, женен за Изенгард фон Мюнценберг († сл. 1270), дъщеря-наследничка на Улрих I фон Мюнценберг, господар на Мюнценберг и съпругата му Аделхайд фон Цигенхайн († 1226), дъщеря на граф Рудолф II фон Цигенхайн. Със смъртта на единствения син на Улрих I, бездетният Улрих II фон Мюнценберг († 1255), женен за Хелвиг фон Вайнсберг, родът изчезва по мъжка линия през 1255 г. Наследници стават сестрите му, които са омъжени за благородници.
Сестра му Аделхайд фон Мюнценберг († ок. 1291) е от 1245 г. съпруга на граф Райнхард I фон Графство Ханау († 1281). През 1496 г. територията се нарича официално Графство Ханау-Мюнценберг. Сестра му Изенгард е омъжена за Филип I фон Боланден-Фалкеншайн. Другите му сестри са Мехтилд, омъжена за Енгелхард фон Вайнсберг, Ирменгард, омъжена за Конрад фон Вайнсберг, Хедвиг, омъжена за Хайнрих фон Папенхайм и Агнес, омъжена за Конрад II фон Шьонеберг.